# Yunnanilus discoloris
Yunnanilus discoloris és una espècie de peix de la família dels balitòrids i de l'ordre dels cipriniformes.

## Hàbitat i distribució geogràfica
És un peix d'aigua dolça, demersal i de clima subtropical, el qual es troba a un afluent del llac Dianchi (Yunnan, la Xina).

## Amenaces
Les seues principals amenaces són la introducció d'espècies exòtiques i les modificacions efectuades en l'estructura del curs d'aigua on viu.